# 阿尔弗雷德·斯隆

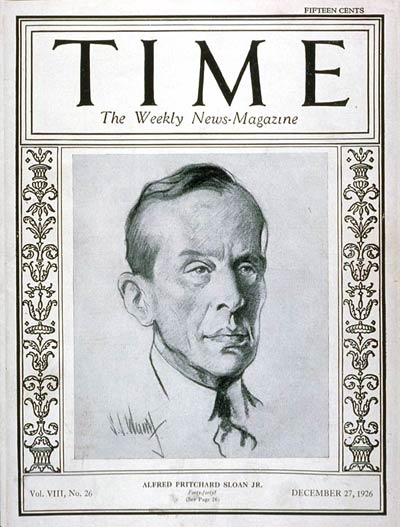
時代雜誌封面(1926年12月27日)

小阿尔弗雷德·普里查德·斯隆（英語：Alfred Pritchard Sloan, Jr.，1875年5月23日—1966年2月17日），曾經長期擔任通用汽車公司的總裁、執行長及董事長。

## 生平
斯隆於1875年出生於美国康乃狄克州的纽黑文，1892年畢業於麻省理工學院 ，主修電機工程學。就讀期間曾加入Delta Upsilon兄弟會。
1899年，他担任一家生产滚筒和滾珠軸承的公司Hyatt Roller Bearing的總裁，這家公司在20世纪初是福特汽車的轴承供应商。1916年他的公司和联合汽车公司合并，後來成為通用汽車公司的一部分。他先是担任副總裁，然后是總裁(1923)，最后于1937年成了通用的董事长。1934年，在擔任董事長期間成立了非營利性质的艾爾弗·斯隆基金。通用汽車的名聲也因為斯隆對於經營及財務管理的操作理論像是投資報酬率計算等會計方法，而大為提升。這些管理辦法一路由擁有通用汽車43%的股份杜邦公司總裁Pierre S. du Pont傳承到通用汽車副總裁John J. Raskob的手上最後由Donaldson Brown引進通用公司。
斯隆首創了每年生產新車款的行銷方法，亦即「计划报废」的概念。他還將通用旗下的汽車廠牌差別定價，做出市場區隔，從最低價到最高價有雪佛蘭、龐蒂克、奥斯莫比、別克、凱迪拉克，消費者可以隨購買力和喜好的變化，選擇不同的通用產品。相較於1920年代福特汽車抗拒這些變革，通用汽車在1930年代初躍升汽車工業的龍頭，佔據領先地位70年，斯隆的領導使通用汽車成為史上最成功、獲利最佳的企業。
在斯隆領導通用汽車的同一時期，美國許多城市的大眾運輸系統紛紛從有軌電車換成了公車，有人相信這是通用汽車、泛世通、雪佛龍、麥克貨車這些企業為增加汽車銷售量而在幕後推動的。詳見通用汽車電車陰謀。
在20世紀30年代，通用汽車的工人組織起來，準備爭取勞工權益。長期敵視工會的通用汽車，跟勞工展開長期的鬥爭，以爭取控制權。斯隆厭惡跟亨利·福特一樣使用暴力。不過在1936年工人組織了一次大規模罷工靜坐後他的態度轉驅強硬。 
1931年麻省理工學院在斯隆的贊助下成立了斯隆研究員計劃，世界上第一個以大學為基礎教育的訓練計劃。1952年艾爾弗·斯隆基金在麻省理工學院建立了工業管理學院，主要目的在培育出“完美經理人”。学院也為纪念斯隆改名為斯隆管理學院，现为世界一流的商業學校之一。1957年第二批的斯隆研究員計劃在斯坦福商學院，在1976年成為授與科學管理碩士學位的斯隆碩士課程。斯隆的名字也被記在紐約的纪念斯隆-凯特琳癌症中心。 1951年，为了表彰斯隆“对纽约市的杰出贡献”，他被授予百年纽约人协会的金质奖章。
斯隆的辦事處設於洛克菲勒中心洛克菲勒廣場30號，即現在所稱的通用電氣大樓。 （页面存档备份，存于） 他在1956年4月2日退休，不再擔任通用汽車的董事長，並於1966年去世。
| 前任： 拉莫特·杜邦 | 通用汽車公司董事長 1937 – 1956 | 繼任： 艾伯特·布拉德利    |
| 前任： (无)        | 通用汽車公司執行長 1923 – 1946 | 繼任： 查尔斯·欧文·威尔逊 |
| 前任： 皮埃尔·杜邦 | 通用汽車公司總裁 1923 – 1937   | 繼任： 威廉·努森          |

### 批評
在2005年，斯隆在通用汽車的工作受到批評：斯隆創造的複雜會計制度，令到美國製造商不能實行精益生產，從而導致這些製造商不能與‘非斯隆式公司’－－例如豐田公司等，進行有效的競爭。總括而言，批評者認為，在斯隆的方法之下，一家公司將存貨的價值，等同現金的價值，即是說大量的庫存不會對公司有不利的影響。不過，事實上過量的庫存，不但不利公司的運作，而且會產生很高的隱藏成本。 (Waddell & Bodek 2005)
另一項批評是斯隆把車間的員工，看作為可以消耗的製造業成本之一。這種觀點，正好跟豐田的看法相反。豐田認為車間的員工，是節約成本和提高生產率的主要來源。(Waddell & Bodek 2005)
然而在麻省理工學院教授所著關於汽車業的書籍"改變世界的機器"(另譯臨界生產方式)一書中指出，豐田精實生產方式是豐田汽車在二戰後資金設備不足，所以無法買進大量零件，只好有多少訂單才買多少零件，並設法將沖壓鋼板形狀的機械改成能多型車款使用，並非豐田原本就如此安排，豐田的零件供應商發生火災意外時曾造成豐田生產線停擺一星期。再者美國的汽車銷售方式也與日本不同，美國許多汽車經銷商營業土地廣大，常一次買進大量各顏色配備車款擺在展售現場供客戶當場挑選，成交後兩三天就可交車，與日本人願意接受下買車訂單後等一兩個星期再交車不同。
有批評者聲稱斯隆就是破壞美國城市大眾運輸系統的元兇。詳見通用汽車電車陰謀。
通用汽車公司因違反反托拉斯被罰5000美元，同時每位經理被罰一美元。

## 慈善事業
艾爾弗．斯隆基金是一個慈善非營利組織，於1934年由當時身任通用汽車公司總裁兼董事長的艾尔弗雷德·斯隆創立於美國。這個基金會致立於資助各種科學、科技、提高生活水平及經濟發展的研究開發，且提供科技人員教育的機會。
整個基金會的資產大約在180億美元左右。史隆基金會在1956年曾資助華納兄弟的暢銷卡通《Yankee Dood It》。

## 名言
- 经营是企业的天职。（The business of business is business.）
- 以各類車型滿足各階層，各種用途的需要 （A car for every purse and purpose.）(Sloan 1963, p. 438)
- "I am sure we all realize that this struggle that is going on though the World is really nothing more or less than a conflict between two opposing technocracies manifesting itself to the capitalization of economic resources and products and all that sort of thing." - 1941年5月
- "It seems clear that the Allies are outclassed on mechanical equipment, and it is foolish to talk about modernizing their Armies in times like these, they ought to have thought of that five years ago. There is no excuse for them not thinking of that except for the unintelligent, in fact, stupid, narrow-minded and selfish leadership which the democracies of the world are cursed with… But when some other system develops stronger leadership, works hard and long, and intelligently and aggressively - which are good traits - and, superimposed upon that, develops the instinct of a racketeer, there is nothing for the democracies to do but fold up. And that is about what it looks as if they are going to do." -1940年6月

## 廷伸閱讀
- McDonald, John; Alfred D. Chandler. . MIT Press. 2003. ISBN 0262632853. （原始内容存档于2005-02-16）.
- McKenna, Christopher D. . Management and Organizational History. 2006, 1 (2): pp. 107–126.
- Pelfrey, William. . Amacom Publishing. 2006.
- Waddell, William H.; Bodek, Norman. .  [2005]. ISBN 0-9712436-3-8.
- Dobbs, Michael. . Washington Post. 1998-11-30  [2008-09-15]. （原始内容存档于1999-01-17）.
- Black, Edwin. . Jerusalem Post. 2006-12-06. （原始内容存档于2011-09-15）.
- Sloan, Alfred P. . New York: Doubleday. 1964.

## 註解
1. 1 2  . New York Times. February 18, 1966. Alfred P. Sloan Jr., who shaped the General Motors Corporation into one of the world's largest manufacturing enterprises, died of a heart attack yesterday afternoon at Memorial Sloan-Kettering Center here. He was 90 years old.

## 外部連結
- Alfred P. Sloan Foundation, whose total assets had a market value of over $1.5 billion in 2005 （页面存档备份，存于）
- Review of Klein and Olson's film Taken for a Ride
- Contribution of Alfred P. Sloan to changes in rapid transit systems
- Extract from Bradford C. Snell, American Ground Transport: A Proposal for Restructuring the Automobile, Truck, Bus and Rail Industries. Report presented to the Committee of the Judiciary, Subcommittee on Antitrust and Monopoly, United States Senate, February 26, 1974, United States Government Printing Office, Washington, 1974, pp. 16-24.
- Hitler's Carmaker:  The inside story of how General Motors helped mobilize the Third Reich （页面存档备份，存于）
- Find Law （页面存档备份，存于）
- Taken for a Ride （页面存档备份，存于）